# گنجشک دماغه
گنجشک دماغه (نام علمی: Passer melanurus) نام یک گونه از سرده گنجشک‌های راستین است.